# باپتا
باپتا (به لاتین: Bapta) یک منطقهٔ مسکونی در بنگلادش است که در ناحیه بهولا واقع شده‌است.